# یواس‌اس ابررندر (دی‌یی-۳۴۴)
یواس‌اس ابررندر (دی‌یی-۳۴۴) (به انگلیسی: USS Oberrender (DE-344)) یک کشتی بود که طول آن ۳۰۶ فوت (۹۳ متر) بود. این کشتی در سال ۱۹۴۴ ساخته شد.